# Топкапи — Улубатли (станція метро)
Топкапи-Улубатли (тур. Topkapı—Ulubatlı) - станція лінії М1 Стамбульського метрополітену. Відкрита 3 вересня 1989. Назва від кварталу Топкапи та імені солдата османської імперії Улубатли Хасан XV сторіччя.
Розташування: Розташовано у східній частині Фатіх на межі кварталів Карагюмрюк і Топкапи Стамбул, Туреччина.
Станція знаходиться в безпосередній близькості від візантійських Феодосієвих мурів Константинополя
Конструкція: Двопрогінна станція мілкого закладення з двома береговими платформами.
Пересадки
- на станцію трамвайну лінію Т4 (станція Ватан)
- на автобуси:  31Y, 32T, 33E, 33TE, 35D, 38, 38Z, 39, 39D, 39K, 76A, 76E, 78, 78H, 79GE, 79T, 88A, 89T, 91E, 97G, 97GE, 142E, 146B, 146T, 336
- маршрутки: Аксарай — Гюзельтепе, Аксарай — Імар Блоклари, Аксарай — Карайоллари, Аксарай — Віаланд, Аксарай — Їдизтаб'я, Пазарічі — Аксарай

|                                                  | Берегова платформа, двері відкриваються праворуч                             |
| Колія 2                                          | ← до Аеропорт Ататюрк (Байрампаша-Малтепе) ← до Кіразли (Байрампаша-Малтепе) |
| Колія 1                                          | до Єнікапи (Емнієт-Фатіх) → до Єнікапи (Емнієт-Фатіх) →                      |
| Берегова платформа, двері відкриваються праворуч |                                                                              |